# Cosmogonie mongole
 (novembre 2014).
Si vous disposez d'ouvrages ou d'articles de référence ou si vous connaissez des sites web de qualité traitant du thème abordé ici, merci de compléter l'article en donnant les références utiles à sa vérifiabilité et en les liant à la section « Notes et références ».
La cosmogonie mongole est un ensemble de mythes et croyances des peuples mongols. Elle est principalement basée autour des thèmes de la nature, de la faune locale ainsi que des mouvements, positions et relations du soleil, de la lune, des cinq planètes principales du système solaire et des différentes constellations dans le ciel. La richesse de la cosmogonie mongole est sans doute à relier avec les conditions d'observations dont ils bénéficient encore aujourd'hui et a été largement influencée par la civilisation chinoise et le bouddhisme. La culture mongole et la transmission des savoirs sont essentiellement orales, donc il y a peu de traces écrites sur ces sujets.

## Constellations
D'une manière générale, les étoiles représentent pour eux des animaux qui tournent autour de l'étoile polaire symbolisée par le piquet d'or (Altan Hadaas). Les constellations et astérismes mongols trouvent beaucoup de similitudes et de parallèles avec les astérismes trouvés sur les cartes astronomique traditionnelles chinois. Les constellations mongoles incluent par exemple le Num Sum (l'Arc et la Flèche) pour la constellation du Cygne ou Doloon Burkhan pour la Casserole de la Grande Ourse. Le triangle d'été, formé par les étoiles Véga, Deneb et Altaïr fait référence à trois cerfs (Gurvan Maral Od en mongol). Quant à Cassiopée, elle désigne dans l'imaginaire mongol la femme aux cinq étoiles (Hun Tavan Od).

## Astres
À l'origine[Quand ?], l'astrologie tibéto-mongole calcule les positions de chaque planète visible à l’œil nu. Parce que les planètes après Saturne ne sont visibles qu'au télescope (instruments qu'ils ne possédèrent que bien après la mise en place de leur astrologie), les Mongols ont donc autrefois attribué, d'une manière similaire à l'Occident, une planète à chaque jour de la semaine en complétant le dimanche par le Soleil (Nar, comme sunday en anglais) et le lundi par la Lune (Sar). Les noms des planètes du Système solaire et de Pluton en mongol possèdent les mêmes particularités qu'en Occident. Mercure se nomme Bud est associée au mercredi ; Vénus (Sugar), est associée au vendredi ; la Terre (Delkhii), n'est pas associée à un jour de la semaine ; Mars (Angarag), est associée au mardi ; Jupiter (Barhasbadi) est associée au jeudi ; Saturne, Sanchir est associée au samedi ; Par contre, Uranus, Tengeriin-van ; Neptune, Dalai-van et enfin Pluton, Delkhii-van, invisibles à l’œil nu et découvertes bien après les autres ont la particule -van à la fin du mot. Celle-ci désignant le statut princier en Mongolie. De même, la Terre et Pluton sont désignées de la même façon à la différence que cette dernière possède la particule précédemment décrite. Nous pourrions traduire du mongol Pluton comme « la terre princière » (terre sans majuscule car ici le terme désigne la surface sur laquelle nous marchons et non la planète en elle-même). Uranus, Tengeriin-van, pourrait être traduit comme « le ciel princier » et Neptune, Dalai-van l'océan princier.
Il est également fort intéressant de voir à quel point les termes qui désignent d'autres objets du ciel ont un lien avec leurs croyances : Tengeriin Zadas désigne en effet la Voie lactée. Nous pourrions traduire littéralement cela comme étant « la Ligne du Ciel » (Tengeriin pour le ciel, qui désigne aussi le Dieu du Ciel, Tengri, et Zadas pour la ligne).
Une croyance bien connue des Mongols est celle concernant Alcor, l'étoile qui se trouve juste au-dessus de Mizar dans la Grande Ourse. Elle symbolise l'étoile de la guérison et de la protection. Elle fut placée ici par Tengeriin (Dieu des Cieux/Dieu du ciel) pour protéger Mizar. Pour être archer du temps de Genghis Khan (XIIIe siècle), il fallait visiblement pouvoir dissocier ces deux étoiles à l’œil nu.
D'un point de vue historique, cette excellente connaissance du ciel a été marquée par Ulug Beg (de son vrai nom Taragay), astronome, mathématicien et vice-roi ouzbek du XVe siècle dont l'empire se situait en Asie centrale. Se détournant de ses obligations royales, ce dernier s'est penché sur l'étude des astres et les problèmes astronomiques de son temps. Il est le premier à avoir notamment mesuré la période de révolution de Saturne (Sanchir) avec une grande précision grâce à un sextant de plus de 40 mètres de rayon.

## Mythes et légendes

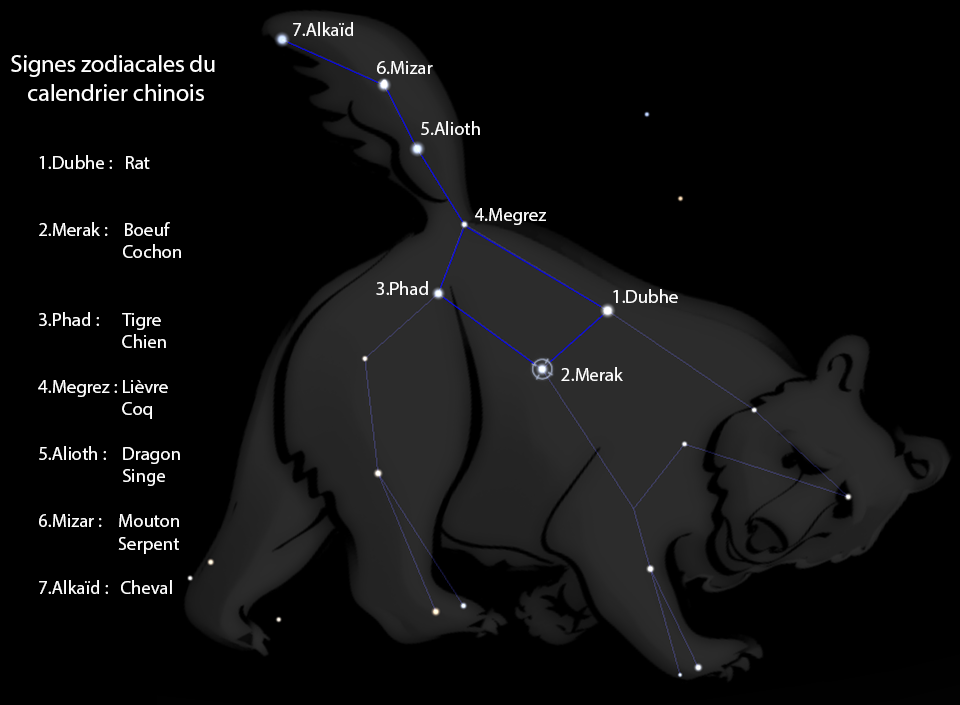
Attributions des étoiles de la Casserole de la Grande Ourse en fonction de l'année de naissance dans le calendrier zodiacal chinois. Ce schéma est adapté d'une illustration du logiciel Stellarium

Les Mongols sont particulièrement attachés à la Grande Ourse. Cette constellation se limite pour eux aux sept étoiles de la Casserole, la légende la concernant est sans doute celle la plus connue de Mongolie.
« Il était une fois huit frères orphelins doués de capacités hors du commun vivant au sein d'un royaume. Le roi et la reine y vivaient paisiblement. C'est alors qu'un jour un monstre vint enlever la reine. Le roi fit appel aux huit frères afin de la retrouver et déclara : « Si l'un d'entre vous arrive à secourir ma bien-aimée, je lui donnerai une flèche d'or. » Les orphelins partirent alors ensemble sauver leur reine. Ils cherchèrent le monstre durant deux jours et trois nuits, lorsqu'au beau milieu de la troisième nuit ils finirent par le trouver et le tuer. Ils ramenèrent alors la reine au château. Le roi ne pouvant découper la flèche d'or en huit parties, il décida de la lancer dans le ciel. Le premier à l'attraper aurait le droit de la garder. Le plus jeune réussit l'épreuve et se transforma aussitôt en étoile du nord, l'étoile polaire. Les sept autres se changèrent en sept dieux, les sept bouddhas, qui rendent visite toutes les nuits à leur frère cadet. C'est de cette légende qu'est tiré le nom de Doloon Burkhana (les sept bouddhas) pour désigner la Grande Ourse et le piquet d'or, Altan Hadaas, l'étoile polaire ».
Une tradition, particulièrement charmante, concerne le lien entre les Mongols et la Grande Ourse puisque ceux-ci se voient attribuer une des sept étoiles de la Casserole. Cette attribution dépend de l'année de naissance dans le calendrier chinois. Les calendriers chinois et mongols possèdent des similitudes (le calendrier mongol est basé sur le calendrier lunaire). Chaque année est symbolisée par un animal, lui-même associé à une étoile de la constellation. La première, Dubhe est celle de l'année du rat, la seconde, Merak, est celle du bœuf et ainsi de suite jusqu'au bout de la queue de la Grande Ourse où Alkaïd représente l'étoile de l'année du cheval. On repasse ensuite à la première étoile, l'année du mouton et on répète le même chemin jusqu'à la douzième et dernière année du calendrier chinois, celle du cochon. De ce fait, les deux étoiles du bout de la queue de la constellation ne sont attribuées qu'une fois.

### Étoiles filantes
Les étoiles filantes ont également une signification particulière : Celles-ci sont personnifiées au travers des croyances des Mongols. Lorsqu'ils en observent une de leur vivant, ils s'imaginent ainsi qu'il s'agit d'une étoile qui tombe du ciel et qu'une personne vient de décéder. À l'image des Occidentaux qui font un vœu à la vue d'un tel phénomène, les Mongols s'exclament plutôt en disant : « Ouf, ce n'est pas moi ! »

### Légendes oubliées
Trois légendes tout aussi riches de sens que celles sur la Grande Ourse concernent respectivement le Soleil, les éclipses et Hun Tavan Od (Cassiopée). Elles sont toutefois plus méconnues et presque oubliées de la plupart des Mongols :

#### Le Soleil
« Au début du monde, il n'existait qu'un homme et de vastes prairies particulièrement sèches, brûlées par les sept soleils qui éclairaient le monde. Cet homme, très bon archer, fit promesse aux dieux qu'il percerait tous les soleils sans rater sa cible une seule fois. Dans le cas contraire, il se couperait tous les doigts un à un et partirait vivre dans un trou tel une marmotte pour conjurer la malédiction qui pèserait sur lui. Il prit son arc, tira une première flèche et atteignit sa cible. Une seconde, puis une troisième jusqu'à la sixième qui détruisirent les astres. Il finit par tirer sa septième flèche en direction du dernier soleil lorsqu'une hirondelle s'envola et passa dans sa direction. L'oiseau fut touché par cette dernière. L'homme n'ayant pas atteint son objectif, partit en exil dans un trou, se coupa les doigts et se transforma en marmotte. L'hirondelle venait de sauver notre Soleil et sans cela, la vie aurait disparu de la surface du monde. »
Il faut ici y voir un parallèle avec le chiffre sept, important dans la culture mongole comme tous les chiffres impairs. Ceux-ci portent bonheur dans la religion bouddhiste.

#### Les éclipses
« En ce temps, vivait un monstre effrayant nommé Raah qui faisait peur au monde entier. Il dévorait tous ceux qui se trouvaient sur son passage. Le dieu Orchiwaani possédait une source magique. Quiconque la buvait devenait immortel. Un jour, Raah vola la source et la but. La Lune et le Soleil surprirent le geste du monstre et le rapportèrent à Orchiwaani. Très en colère d'apprendre la nouvelle il partit combattre le monstre. Il lui coupa la tête plusieurs fois mais celle-ci repoussait aussitôt car Raah était devenu immortel. Il songea alors à lui couper la queue, afin que tout ce qu'il put manger ressortit aussitôt. À l'instant où Orchiwaani voulut s'emparer du monstre pour en finir, celui s'échappa et disparut entre la Lune et le Soleil. Orchiwaani questionna alors la Lune, rattrapa Raah et lui coupa la croupe et la queue. Pour se venger, le monstre revient parfois manger la Lune ou le Soleil qui ressortent aussitôt, donnant lieu aux éclipses lunaires et solaires. »
Quand il y a une éclipse, les Mongols savent qu'il s'agit de Raah qui dévore la Lune ou le Soleil et font beaucoup de bruit pour que le monstre libère l'astre éclipsé. Dès le XIIIe siècle, Guillaume de Rubrouck écrivit : « [Quelques-uns] ont des connaissances en astronomie et leur prédisent [aux Mongols] les éclipses de lune et de soleil et, quand il est sur le point de s'en produire une, tout le peuple fait provision de nourriture car ils ne doivent pas franchir la porte de leur habitation. Et tandis que l'éclipse a lieu, ils jouent du tambour et des instruments et font grand bruit et clameurs. Quand l'éclipse est finie, ils s'adonnent à la boisson et aux festivités et font grande fête. » Ces faits relatés par de Rubruck ne sont évidemment plus d'actualité mais le fait de faire du bruit lors d'une éclipse est encore une tradition honorée dans certains cas.

#### Cassiopée (Hun Tavan Od)
Cassiopée (Hun Tavan Od) symbolise l'union, la fraternité, la solidarité chez les mongols. Les cinq étoiles de la constellation représentent l'union des cinq enfants de la mère de Gengis Khan, Hö'elün.
« Ceux-ci ne s'entendaient pas bien entre eux et se chamaillaient sans cesse. Leur mère décida alors de nouer cinq cordes très fort afin que chacun essaie de défaire un nœud. S'ils réussissaient, cela voulait dire qu'ils ne resteraient pas unis, que la fraternité ne les rassemblerait pas dans les moments difficiles. Inversement, si les nœuds résistaient à l'épreuve, les cinq frères seraient unis et proches pour le reste de la vie et sortiraient vainqueurs lors des guerres. »

### Autres croyances liées au ciel pratiquées en Mongolie
Selon une légende mongole, une femme se donnant la peine de compter cent étoiles dans le ciel rêvera de son futur mari.
Parfois les Mongols honorent la Grande Ourse (Doloon Burkhan) en jetant du lait dans sa direction. Le lait, de couleur blanche, est la couleur de la pureté en Mongolie. Ils prient pour que quelque chose se réalise, et ce, pour plusieurs personnes. Non pas pour une personne, car ceci porterait malheur. Le lait peut être remplacé par la vodka qui, bien qu'incolore, symbolise la couleur noire et la force chez les Mongols. En ce faisant, cela évite le malheur, les querelles, la peur et éloigne les mauvais esprit.